# Hohberghorn
Hohberghorn lub Hobärghorn – szczyt w Alpach Pennińskich, części Alp Zachodnich. Leży Szwajcarii w kantonie Valais. Należy do masywu Mischabel. Sąsiaduje ze Stecknadelhorn. Szczyt można zdobyć ze schronisk Bordierhütte (2886 m) lub Mischabelhütte (3340 m). Szczyt otaczają lodowce Riedgletscher i Hohberggletscher.
Pierwszego odnotowanego wejścia dokonali R. B. Heathcote, Franz Biner, Peter Perren i Peter Taugwalder w sierpniu 1869 r.